# Investigations philosophiques
Investigations philosophiques (Philosophische Untersuchungen) est un ouvrage de Ludwig Wittgenstein, publié à titre posthume en 1953. C'est un des textes de cette époque qui exprime le mieux la pensée du philosophe viennois. C’est aussi un des plus compliqués car il perpétue le laconisme cher à l’auteur et reprend des problématiques de ses anciens ouvrages. Wittgenstein travailla sur ce livre pendant de nombreuses années et il fut « terminé » vers 1949. Avec le Tractatus logico-philosophicus, il est la seconde œuvre majeure de Wittgenstein.
Aussi nommé Recherches philosophiques dans la dernière traduction française en date (2004), le livre a originellement été publié en allemand, puis traduit en anglais par Elizabeth Anscombe. Il traite principalement de sémantique et de la façon dont les confusions concernant l'usage du langage sont à l'origine de la plupart des problèmes philosophiques. Des questions sur la logique, la fondation des mathématiques et la nature de la conscience y sont aussi abordées.

## Description
L'ouvrage s'ouvre sur une citation des Confessions de Saint Augustin, dans lesquelles il décrit comment il considère avoir appris à parler. 
Dans cette esquisse, Wittgenstein trouve une image pré-théorique de la nature du langage, qui, selon lui, informe de manière pernicieuse une multitude de théories philosophiques (y compris son Tractatus). Il en extrait trois thèses à considérer :
- la fonction essentielle des mots est de nommer des objets, qui sont leurs significations ;
- les mots sont liés aux objets qu'ils représentent par une définition ostensive (c'est-à-dire en montrant l'objet et en disant « Ceci est A ») ;
- la fonction essentielle des phrases est de décrire[2],[3].

## Définitions ostensives
Dans les Recherches philosophiques, Wittgenstein s'interroge sur l'utilité des définitions ostensives. En effet, si l’on veut définir de façon ostensive le nombre 2 en montrant deux noix, comment l’interlocuteur pourra-t-il associer ce geste au nombre 2, plutôt qu'à la couleur des noix, à leur forme, etc. Ainsi, selon lui, une définition ostensive peut dans tous les cas être interprétée de n’importe quelle manière.

## Les règles du langage
Selon Wittgenstein, la plupart des problèmes de philosophie découlent de l'incapacité des philosophes à comprendre les contingences et l'arbitraire des règles du langage (Regeln der Sprache). Quand un philosophe demande par exemple ce qu'est la beauté, il est convaincu qu'il doit exister quelque chose d'essentiel qui doit rendre un être beau. Or, il ne s'agit en réalité que d'une confusion suscitée par la forme grammaticale de la question qu'est-ce que... ? Ainsi Wittgenstein fait-il remarquer que nous n'avons pas besoin de comprendre ce qu'est l'essence de la beauté pour utiliser le mot « beauté » correctement ; la recherche de l'essence crée même des confusions sur la correction de l'usage d'un terme. Aussi, au lieu de chercher un substrat qui définisse le beau, Wittgenstein propose d'en trouver le sens dans notre usage réel du mot ; par exemple, en se demandant comment les enfants en apprennent l'utilisation. Ce fort anti-essentialisme a amené de nombreux philosophes contemporains à comparer et à opposer la pensée de Wittgenstein (et celle de ses successeurs philosophiques) à certains penseurs post-structuralistes comme Jacques Derrida, bien que ces penseurs divergent fortement dans leurs approches diagnostiques des maux du langage,,,,.

## Langage privé
En tentant de démontrer comment la compréhension et la signification ne sont possibles que dans le suivi de règles sociales que nous supposons à tort fixes ou invariantes, Wittgenstein examine une expérience de pensée sous différents angles au cours de quelques centaines de passages. Il nous demande d'imaginer une personne essayant d'inventer une langue privée, qui ne serait compréhensible que pour elle. Si cette langue doit être strictement privée, cela signifie qu'il lui serait impossible de l'enseigner à quelqu'un d'autre. En essayant de représenter ostensiblement certains concepts avec des symboles ou des sons inventés, cette personne serait confrontée à un dilemme ; toute règle enregistrée pour un symbole ou un son correspondant à une certaine sensation (par exemple) serait en principe transmissible, et la seule façon d'éviter cette transmissibilité serait d'utiliser un son ou un symbole différent chaque fois que la sensation est ressentie. Dans le second cas, la personne ne serait probablement pas capable de se souvenir du lien arbitraire entre le signe et le référent, ni de l'intégrer dans un réseau plus large d'utilisation linguistique. Pour aggraver les choses, cette personne ne serait pas non plus en mesure de comprendre ses propres pensées à la suite de la variation intentionnelle du signe. En outre, étant donné que tout langage dépend de règles sociales que nous considérons comme acquises, notre capacité à comprendre nos propres pensées dans le langage ne peut être significativement différente de notre capacité à comprendre d'autres êtres humains, et la notion d'une sensation ou d'une expérience totalement privée devient opaque. Ainsi, Wittgenstein conclut que c'est simplement une propriété des langues qu'elles dépendent de règles que les êtres humains inventent et suivent, souvent de manière irréfléchie, et qu'aucune langue privée n'est possible,,,,.

## Langage naturel, sens et usage
Le principal argument de Wittgenstein est donc : Bedeutung ist der Gebrauch, la signification correcte est dans l'usage (littéralement "La signification est l'usage"). Autrement dit, nous ne définissons pas les mots en nous référant aux choses, mais par la manière dont nous les utilisons. Il n'est donc pas nécessaire de supposer l'existence d'êtres indépendants de toutes les particularités des objets physiques.

### Jeux de langage
Le langage est un jeu. « Qu’est-ce qu’un jeu ? » Savoir ce que c’est est une question typiquement wittgensteinienne. Un jeu est une activité interhumaine (même si on peut jouer tout seul). C’est une activité qui pragmatiquement fonctionne. Les jeux qui ne marchent pas ne peuvent être joués. Un jeu fonctionne parce qu’il a été appris. On sait jouer lorsqu’on a appris (processus d’apprentissage). Un jeu est quelque chose qui semble appliquer des règles, mais il n’y a pas forcément de règles (ex : le jeu des animaux, codé mais sans règles). Le problème n’est pas de savoir s’il y a des règles ou non, mais de savoir si ces règles sont des règles descriptibles, qu’on pourrait expliquer. La notion de règles explicites est relativement floue.
Ainsi le langage fonctionne comme un jeu et les questions qu’on se pose sur ses règles sont les mêmes que pour tout autre jeu. Les règles de la langue, nous les appliquons sans les avoir apprises : langue maternelle.
Pourquoi applique-t-on mieux les règles qu’on n’a pas apprises ? Ce n’est pas parce qu’on applique une règle qu’on la connaît.
Pour Wittgenstein les jeux de langages sont multiples. L’histoire en tant que discipline peut être considérée comme un jeu de langage. Dans le Paragraphe 23 des Investigations philosophiques, Wittgenstein donne une liste d’exemples représentant la multiplicité des jeux de langage, « Représente-toi la diversité des jeux de langage à partir des exemples suivants, et d’autres encore » :

« Donner des ordres, et agir d’après des ordres - Décrire un objet en fonction de ce qu’on voit, ou à partir des mesures que l’on prend - Produire un objet d’après une description (dessin) - Rapporter un événement - Faire des conjectures au sujet d’un événement - Établir une hypothèse et l’examiner - Représenter par des tableaux et des diagrammes les résultats d’une expérience - Inventer une histoire ; et la lire. Jouer du théâtre - Chanter des comptines - Résoudre des énigmes - Faire une plaisanterie ; la raconter - Résoudre un problème d’arithmétique appliquée - Traduire d’une langue dans une autre - Solliciter, remercier, maudire, saluer, prier... »

— Wittgenstein, Recherches philosophiques, §23,

### Air de famille
Dans son livre Philosophical Investigations, on note que le concept de ressemblance familiale est d’une grande importance pour Wittgenstein. Il y explique que des choses qui semblent reliées par un trait commun peuvent en réalité l'être par une série de ressemblances qui se recouvrent, et dont les caractéristiques ne sont pas communes à toutes.